# Heliamphora glabra
Heliamphora glabra es una especie de planta carnívora perteneciente a la familia Sarraceniaceae. Es originaria de los tepuys del macizo de Roraima en Venezuela.

## Descripción
Fue durante mucho tiempo considerada como una variedad de Heliamphora heterodoxa, pero recientemente ha sido elevada al rango de especie.

## Taxonomía
Heliamphora glabra fue descrita por (Maguire) Nerz, Wistuba & Hoogenstr. y publicado en Memoirs of the New York Botanical Garden 29: 54, en el año 1978.
Etimología
Deriva del latín glaber = calvo.
Sinonimia
- Heliamphora heterodoxa var. glabra Maguire (1978)
- Heliamphora heterodoxa f. glabra (Maguire) Steyerm. (1984)[2]